# Metaselenca halbum
Metaselenca halbum – gatunek kosarza z podrzędu Laniatores i rodziny Assamiidae. Jedyny znany przedstawiciel monotypowego rodzaju Metaselenca.

## Występowanie
Gatunek występuje w Kamerunie.